# Атлантический часовой пояс
Атлантический часовой пояс — это географический регион, в котором используется стандартное время, называемое атлантическим стандартным временем (AST), путём вычитания четырёх часов из всемирного координированного времени (UTC), в результате чего получается UTC−04:00. АСТ наблюдается в некоторых частях Северной Америки и на некоторых островах Карибского бассейна. В течение части года некоторые части зоны соблюдают летнее время, называемое атлантическим летним временем (ADT), переводя свои часы на один час вперёд до UTC−03:00. Время часов в этой зоне основано на среднем солнечном времени 60-го меридиана к западу от Гринвичской обсерватории.
В Канаде провинции Нью-Брансуик, Новая Шотландия и Остров Принца Эдуарда находятся в этой зоне, хотя юридически они рассчитывают время именно как смещение на четыре часа от среднего времени по Гринвичу (GMT-4), а не от UTC. Небольшие части Квебека (восточный Кот-Нор и острова Магдалины) также переходят на атлантическое время. Официально весь Ньюфаундленд и Лабрадор придерживается стандартного времени Ньюфаундленда, но на практике в большей части Лабрадора используется атлантическое время.
Ни одна часть континентальной части Соединённых Штатов не использует атлантическое время, хотя оно используется территориями Пуэрто-Рико и Виргинских островов США. В 2010-х годах несколько штатов США рассматривали законопроект о переходе с восточного часового пояса на атлантическое стандартное время. Любые изменения должны быть одобрены Министерством транспорта США и Конгрессом США, прежде чем они вступят в силу.
Официальные бюллетени Национального центра ураганов США обычно сообщают о AST и UTC при отслеживании штормов в Карибском бассейне, которые угрожают США, что может сбить с толку жителей материка, не знакомых с обозначением часовых поясов.

## Охваченные области

### Карибы
По состоянию на 2023 год Бермудские острова являются единственной территорией Карибского бассейна, где соблюдается летнее время.
- Антигуа и Барбуда
- Барбадос
- Доминика
- Доминиканская Республика
- Франция и французские заморские общины в следующих областях:
  - Гваделупа
  - Мартиника
  - Сен-Бартелеми
  - Сен-Мартен
- Гренада
- Нидерланды и специальные муниципалитеты Нидерландов в следующих областях:
  - Аруба
  - Бонэйр
  - Кюрасао
  - Саба
  - Синт-Эстатиус
  - Синт-Мартен
- Сент-Китс и Невис
- Сент-Люсия
- Сент-Винсент и Гренадины
- Тринидад и Тобаго
- Соединенное Королевство (Британские заморские территории) в следующих областях:
  - Ангилья
  - Бермуды
  - Британские Виргинские острова
  - Монтсеррат
- Соединённые Штаты Америки, в следующих областях:
  - Пуэрто-Рико
  - Виргинские острова США

### Северная Америка
- Канада в следующих областях:
  - Новая Шотландия
  - Нью-Брансуик
  - Остров Принца Эдуарда
  - Большая часть Лабрадора
  - Острова Магдалины, Квебек
  - Кот-Нор (к востоку от 63-го меридиана) включая посёлок Блан-Саблон, Квебек (без летнего времени)

### Дополнительные локальные области
- Гренландия, в следующем районе:
  - Космическая база Питуффик

## Штаты США, рассматривающие возможность перехода на атлантическое стандартное время
Все шесть штатов Новой Англии на северо-востоке США, которые в настоящее время находятся в восточном часовом поясе (с переходом на летнее время), рассмотрели законопроект о переходе на UTC−04:00, эквивалентный атлантическому стандартному времени (без соблюдения летнего времени) или восточному летнему времени. Практически вся эта область находится к западу от теоретической западной границы зоны на 67,5° з.д.; только небольшая часть штата Мэн лежит к востоку от этого меридиана. В 2017 году комиссия штата Массачусетс пришла к выводу, что преимущества круглогодичного перехода на атлантическое стандартное время перевесят недостатки, при условии, что большинство северо-восточных штатов сделают то же самое. В мае 2017 года Сенат штата Мэн одобрил изменение часового пояса при условии, что будет проведён референдум, и что Массачусетс и Нью-Гэмпшир решили сделать то же самое.  Также в 2017 году Палата представителей Нью-Гэмпшира одобрила законопроект в пользу регионального изменения, но он был отклонён Сенатом штата.  Аналогичные законопроекты были выдвинуты в Коннектикуте, Род-Айленде и Вермонте..
В 2018 году во Флориде был принят закон «Закон о защите солнечного света», в соответствии с которым штат будет соблюдать летнее время круглый год. Большая часть штата будет постоянно придерживаться восточного летнего времени, которое эквивалентно атлантическому стандартному времени; регион штата Панхандл перейдёт на круглогодичное центральное летнее время / восточное стандартное время.  Однако изменение не может вступить в силу до тех пор, пока оно не будет принято в качестве федерального закона Конгрессом Соединённых Штатов
15 марта 2022 года Сенат США единогласно проголосовал за продвижение в Палату представителей Соединённых Штатов федеральной версии законодательства «О защите солнечного света» от Флориды, также называемого «Законом о защите солнечного света»;  законопроект не был вынесен на голосование в Палате представителей. Аналогичный законопроект был внесён в Сенат в 2023 году.

## Внешние ссылки
- Atlantic Standard Time: current time (live clock)
- Atlantic Daylight Time: current time (live clock)
- Web clock (Official times across Canada)
- Canada time zone map
- Time zone map